# ヌルハチウス
ヌルハチウス（Nurhachius）またはヌルハキウスは、中生代の前期白亜紀に生息していた翼竜の一種。現在の中華人民共和国・遼寧省より発見された。属名は清の初代皇帝、ヌルハチに由来する。大きさは翼開長2.4-2.5mほどと推測される。

## 概要

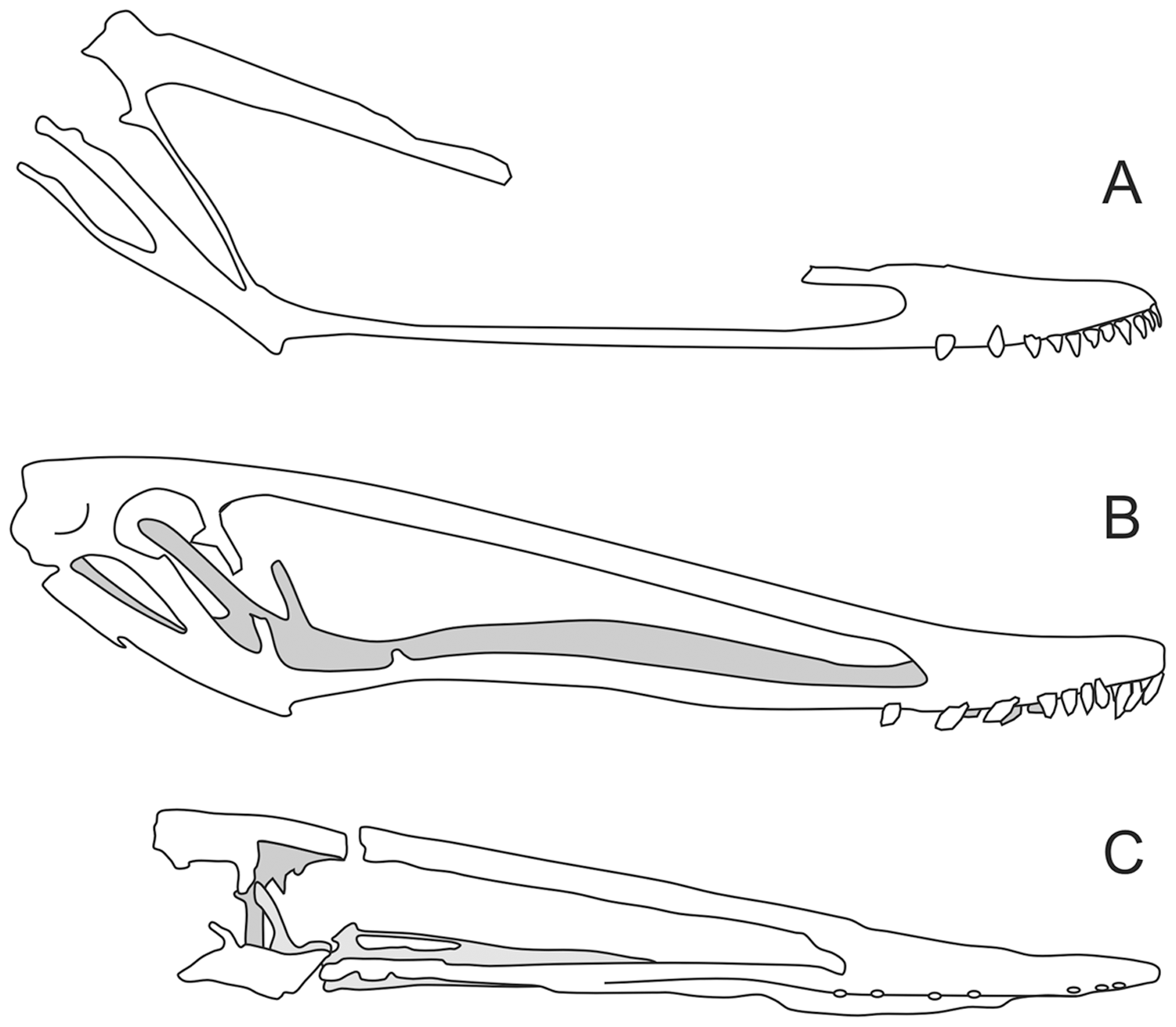
イスティオダクティルス類の頭蓋。Cがヌルハチウス。: A) Istiodactylus latidens (NHMUK R3877) (B) Istiodactylus sinensis (NGMC 99-07-11) and (C) Nurhachius ignaciobritoi (IVPP V-13288)

### 記載
発掘地は中華人民共和国の遼寧省朝陽市にある、前期白亜紀、バレミアン（バーレム期）からアプチアン（アプト期）の地層。不完全な頭蓋と骨格により記載された。ホロタイプ標本はIVPP V-13288。

### 解剖学的特徴
頭蓋の長さは315mmほどであり、完全な状態でも330mmほどであったと思われる。 鼻前眼窩窓（nasoantorbital fenestra）が特に大きく、頭蓋長の約58%を占める。全体的に、イギリスの同時代の地層で発掘されたイスティオダクティルスに似るが、頭蓋の高さが小さく、頬骨（jugal）などにも違いがみられる。またよく湾曲した歯が顎の先端に並ぶ。歯の数は上顎に28、下顎に26。
体幹の骨格は、頸椎や肋骨などいくつかの部分を除いてよく見つかっている。